# Чувствительность человека
Чувстви́тельность человека, сенсити́вность или сензити́вность (лат. sensus — чувство, ощущение) — характерологическая особенность человека, способность его ощущать, различать и реагировать на внешние раздражители. Количественно различают повышенную и пониженную чувствительность (сензитивность).

## Основные сведения
Повышенная чувствительность (сензитивность) зачастую сопровождается повышенной тревожностью, боязнью новых ситуаций, людей, всякого рода испытаний и т. п. Сенситивным людям свойственны робость, застенчивость, впечатлительность, склонность к продолжительному переживанию прошедших или предстоящих событий, чувство собственной недостаточности, тенденция к развитию повышенной моральной требовательности к себе и заниженного уровня притязаний. С возрастом может сглаживаться, в частности вследствие формирования в процессе воспитания и самовоспитания умения справляться с вызывающими тревогу ситуациями.
Может быть обусловлена как органическими причинами (наследственностью, поражениями мозга и т. п.), так и особенностями воспитания (например, эмоциональным отвержением ребёнка в семье). Предельно выраженная чувствительность представляет собой одну из форм конституциональных отношений.
Группы встречи (группы тренинга сензитивности) — это малые социальные группы, создаваемые в практике групповой психотерапии. Внимание участников сосредоточено на интенсивном межличностном взаимодействии. Под встречей понимается открытие человеком чего-либо нового в своей психологии, социальном окружении. Цели работы таких групп: снять психологические барьеры общения и смягчить действие механизмов психологической защиты, достичь необходимой степени доверия и открытости в межличностном общении, искренности и желания устранить трудности в общении.

## Нечувствительность
В психологии термин чувствительность человека (а также связанный с ним антоним нечувствительность) обычно используется для описания соотношения между силой ощущения, вызываемой некоторым стимулом, и силой данного стимула. Данный термин применяется как в отношении физических ощущений, так и эмоциональных чувств.
Примеры нечувствительности:
- Отсутствие реакции на ситуацию, эмоции или поступки других людей.
- Отсутствие оценки чего-либо, безразличие.
- Отсутствие физических ощущений, отупение.
- Невнимание к другим людям, бестактность.